# BHOLD Company
BHOLD Company was een Nederlandse softwareleverancier.
BHOLD leverde software voor autorisatiebeheer aan grote organisaties. De BHOLD oplossingen vallen binnen de categorie Identity and Access Management en maken gebruik van het Role Based Access Control concept om de toedeling van autorisaties aan IT gebruikers te vereenvoudigen. Rollen, regels en workflow worden tevens gebruikt om bedrijfsregels met betrekking to de toegang tot data vast te leggen. Dit kunnen bijvoorbeeld functiescheidingsvereisten of toegang tot geclassificeerde informatie zijn. BHOLD werkte vanuit het principe dat de business -en niet de IT afdelingen- verantwoordelijk is voor de toedeling van en controle op toegang tot bedrijfsinformatie. De BHOLD software kan daarnaast geïntegreerd worden met de meeste andere leveranciersoplossingen voor integratie van identiteiten en autorisaties.
Het hoofdkantoor van BHOLD was gevestigd in Utrecht.
Nadat het bedrijf in september 2011 haar technologie verkocht aan Microsoft Corporation is de software onder de naam Microsoft BHOLD Suite onderdeel geworden van Microsoft Forefront Identity Manager. BHOLD is het eerste Nederlandse bedrijf dat door Microsoft is overgenomen. Het lukte niet om een goede doorstart te maken met nieuwe technologie. In december 2012 werd door de Rechtbank te Utrecht het faillissement uitgesproken.